# Pikliz
Le pikliz est un condiment haïtien, mélange de carottes et de chou blanc râpés, d'oignons, de piments lampion, assaisonné de jus de citron ou vinaigre et de piment. Il accompagne généralement les bannan peze (bananes pesées) le griot ou d'autres mets.